# Shefek
Shefek (azerbajdzjanska: Şəfəq, armeniska: Շեֆեկ, Shafak, Շաֆակ) är en ort i Azerbajdzjan.   Den ligger i distriktet Goranboj, i den centrala delen av landet, 270 km väster om huvudstaden Baku. Shefek ligger 678 meter över havet och antalet invånare är 709.
Terrängen runt Shefek är huvudsakligen kuperad, men den allra närmaste omgivningen är platt. Närmaste större samhälle är Tap Qaraqoyunlu, 11,1 km öster om Shefek.
Trakten runt Shefek består i huvudsak av gräsmarker. Runt Shefek är det ganska glesbefolkat, med 43 invånare per kvadratkilometer.